# Sunshu Ao
Sunshu Ao (孫叔敖, ca. 630, † ca. 593 a.C.) foi um antigo ministro da corte que servia a administração do Rei Zhuang of Chu durante a Dinastia do Ocidente de Zhou. Durante a sua carreira política, Shushu Ao foi comunicado pelo Rei Zhuang, que tinha promovido para o cargo de primeiro ministro no Estado de Chu. Sunshu Ao foi encarregado com muitos projetos, e por causa da primeira projeção e construção da primeira represa, reservatório e a primeira irrigação na agricultura, ele também está com o mérito de ser o primeiro engenheiro hidráulico conhecido na China.